# فرانك ألين (سياسي)
فرانك ألين (بالإنجليزية: Frank Allen)‏ هو سياسي أسترالي، ولد في 19 فبراير 1882 في أستراليا، وتوفي في 18 أكتوبر 1948 في بريزبان في أستراليا. حزبياً، نشط في حزب العمال الأسترالي. وقد انتخب عضو المجلس التشريعي ولاية كوينزلاند.